# Thái Bình (phường)
Thái Bình là một phường thuộc tỉnh Hưng Yên, Việt Nam.

## Địa lý
Phường Thái Bình nằm ở phía tây nam của tỉnh Hưng Yên, nằm cách trung tâm thủ đô Hà Nội khoảng 80 km về phía đông nam, có vị trí địa lý:
- Phía đông giáp phường Trà Lý.
- Phía tây giáp xã Thư Trì.
- Phía nam giáp phường Trần Hưng Đạo, phường Trần Lãm và xã Vũ Thư.
- Phía bắc giáp xã Nam Tiên Hưng.

## Lịch sử
Ngày 16 tháng 6 năm 2025, Ủy ban Thường vụ Quốc hội ban hành Nghị quyết số 1666/NQ-UBTVQH15 về việc sắp xếp các đơn vị hành chính cấp xã của tỉnh Hưng Yên năm 2025. Theo đó, sắp xếp toàn bộ diện tích tự nhiên, quy mô dân số của các phường Lê Hồng Phong, Bồ Xuyên, Tiền Phong và các xã Tân Hòa (huyện Vũ Thư), Phúc Thành, Tân Phong, Tân Bình thành phường mới có tên gọi là phường Thái Bình.